# Lubomír Slavík (politik)
Lubomír Slavík (* 2. května 1945) byl český a československý politik Komunistické strany Československa a poslanec Sněmovny lidu Federálního shromáždění za normalizace.

## Biografie
K roku 1971 se profesně uvádí jako frézař. Ve volbách roku 1971 zasedl do Sněmovny lidu (volební obvod č. 14 - Malešice-Strašnice, hlavní město Praha). Ve FS setrval do konce funkčního období, tedy do voleb roku 1981.